# 马拉维国徽
马拉维国徽主体是在殖民地徽章基础上发展而来，主要由狮子代替了左边的羚羊，并保留了代表英王的狮子于盾牌之中。下方的彩带中用英文书写着国家格言「Unity and Freedom」自由与团结。

## 英属时期徽章
- 英属中非保护国
- 英属尼亚萨兰
- 中非联邦

马拉维历史上是英国的海外殖民地之一。殖民地徽章上左右分別有一只豹子与羚羊，盾徽之上是一只雄鹰叼着的鱼，盾牌之中的狮子带代表英王，下部则为青尼罗河。

### 历代国徽
- 英属尼亚萨兰
- 中非联邦
- 马拉维共和国